# Джувейни (семья)
Джувейни — семья потомственных чиновников, происходившая из округа Джувейн в Хорасане (Иран). Представители семьи занимали высокие должности в финансовом ведомстве при сельджуках, хорезмшахах и монголах. Известны:
- Баха ад-Дин Мухаммед ибн Али с 1192 года служил хорезмшаху Ала ад-Дину Текешу (1172—1200). Его внук:
  - Баха ад-Дин Мухаммед ибн Мухаммед — сахиб-диван Хорасана при монгольских ханах. Его сыновья:
    - Ала ад-дин Ата Малик (1226—1283) — государственный деятель и историк, автор Та’рих-и джахангушай.
    - Шамс ад-Дин Мухаммед (?—1284) — государственный деятель, сахиб-диван ильханов-Хулагуидов.